# Sportplatz Roter Hügel
Sportplatz Roter Hügel – stadion piłkarski w Meerane, w Niemczech. Dawniej obiekt mógł pomieścić 15 000 widzów. Swoje spotkania w przeszłości rozgrywali na nim piłkarze klubu BSG Fortschritt Meerane.
Nieodłącznym elementem krajobrazu stadionu jest stojący nieopodal budynek Stadthalle Meerane, wybudowany w latach 1927–1928 jako Haus der Turngemeinde, w czasach NRD zwany Karl-Liebknecht-Haus. Od tego budynku wzięły się także poprzednie nazwy stadionu (Platz am Haus der Turngemeinde, Platz am Karl-Liebknecht-Haus). Obecna nazwa, Roter Hügel (czerwone wzgórze), wzięła się od pobliskiej stromej skarpy, zabarwionej na kolor czerwony.
Przed II wojną światową grający na tym obiekcie klub SpVgg Meerane 07 (po wojnie nazwany Einheit Meerane, od 1950 roku jako BSG Fortschritt Meerane, a po zjednoczeniu Niemiec pod nazwą Meeraner SV) triumował w rozgrywkach Gauliga Westsachsen. W latach 1948 i 1948 drużyna ta dochodziła do półfinałów rozgrywanych wówczas mistrzostw radzieckiej strefy okupacyjnej (tzw. „Ostzonenmeisterschaft”). W sezonie 1949/1950 była jednym z klubów-założycieli Oberligi NRD. W 1952 roku zespół spadł do II ligi, ale po roku powrócił na najwyższy poziom rozgrywkowy, by w 1955 roku, po dwóch kolejnych sezonach, ponownie spaść. Zespół ten nigdy więcej nie powrócił już do I ligi. Tymczasem w latach 1952–1955 wybudowano nowy Stadion der Freundschaft, na który przenieśli się piłkarze klubu z Meerane.